# Pothyne variegatoides
Pothyne variegatoides là một loài bọ cánh cứng trong họ Cerambycidae.